# ユリ亜綱
ユリ亜綱 (Liliidae) は被子植物のタクソンの一つで、ユリ科を含む亜綱の階級に置かれているものである。単子葉植物の下位区分。代表的な分類体系では、クロンキスト体系がこのタクソンを認識している。

## 分類

### クロンキスト体系
2目がここに含められている。
- 被子植物門 order Magnoliophyta
  - ユリ綱（単子葉綱）class Magnoliopsida
    - ユリ亜綱 subclass Liliidae
      - ユリ目 Liliales
      - ラン目 Orchidales

### ダールグレン体系
ダールグレン体系においては被子植物が綱の階級になっているため、そのすぐ下位のユリ亜綱は一般に言う単子葉植物全体である。
- モクレン綱 
  - ユリ亜綱 Liliidae
    - オモダカ上目 Alismatanae
      - オモダカ目 Alismatales
      - イバラモ目 Najadales

    - ホンゴウソウ上目 Triuridanae
      - ホンゴウソウ目 Triuridales

    - サトイモ上目 Aranae
      - サトイモ目 Arales

    - ユリ上目 Lilianae
      - ヤマノイモ目 Dioscoreales
      - キジカクシ目 Asparagales
      - ユリ目 Liliales
      - メランチウム目 Melanthiales
      - ヒナノシャクジョウ目 Burmanniales
      - ラン目 Orchidales

    - パイナップル上目 Bromelianae
      - ウェロジア目 Velloziales
      - パイナップル目 Bromeliales
      - ハエモドルム目 Haemodorales
      - タヌキアヤメ目 Philydrales
      - ミズアオイ目 Pontederiales
      - ガマ目 Typhales

    - ショウガ上目 Zingiberanae
      - ショウガ目 Zingiberales

    - ツユクサ上目 Commelinanae
      - ツユクサ目 Commelinales
      - ヒダテラ目 Hydatellales
      - カヤツリグサ目 Cyperales
      - イネ目 Poales

    - ヤシ上目 Arecanae
      - ハングアナ目 Hanguanales
      - ヤシ目 Arecales

    - パナマソウ上目 Cyclanthanae
      - パナマソウ目 Cyclanthales

    - タコノキ上目 Pandananae
      - タコノキ目 Pandanales

### タハタジャン体系
タハタジャンの体系でもユリ亜綱の名称が使われている。ユリ上目・ヤマノイモ上目の2上目に18目が含まれる。

### APG体系
APG植物分類体系では綱や亜綱の分類階級を設定していないので、ユリ亜綱の名前は使われない。クロンキストの定義するユリ科は多系統であることが判明し、ユリ科のほかにスズラン科・キジカクシ科など多くの科に分割されて様々な目に属している。